# Rak červený
Rak červený (Procambarus clarkii) je druh sladkovodních raků. Jeho původní areál se nalézá v severním Mexiku a na jihu a jihovýchodě Spojených států, ale byl introdukován i do dalších oblastí (v Severní Americe i na jiných kontinentech), kde je často invazivním škůdcem. Stejně jako další invazní druh, rak signální, je přenašečem račího moru. Od roku 2016 je na Seznamu invazních nepůvodních druhů s významným dopadem na Evropskou unii.